# Batería de níquel-metalhidruro

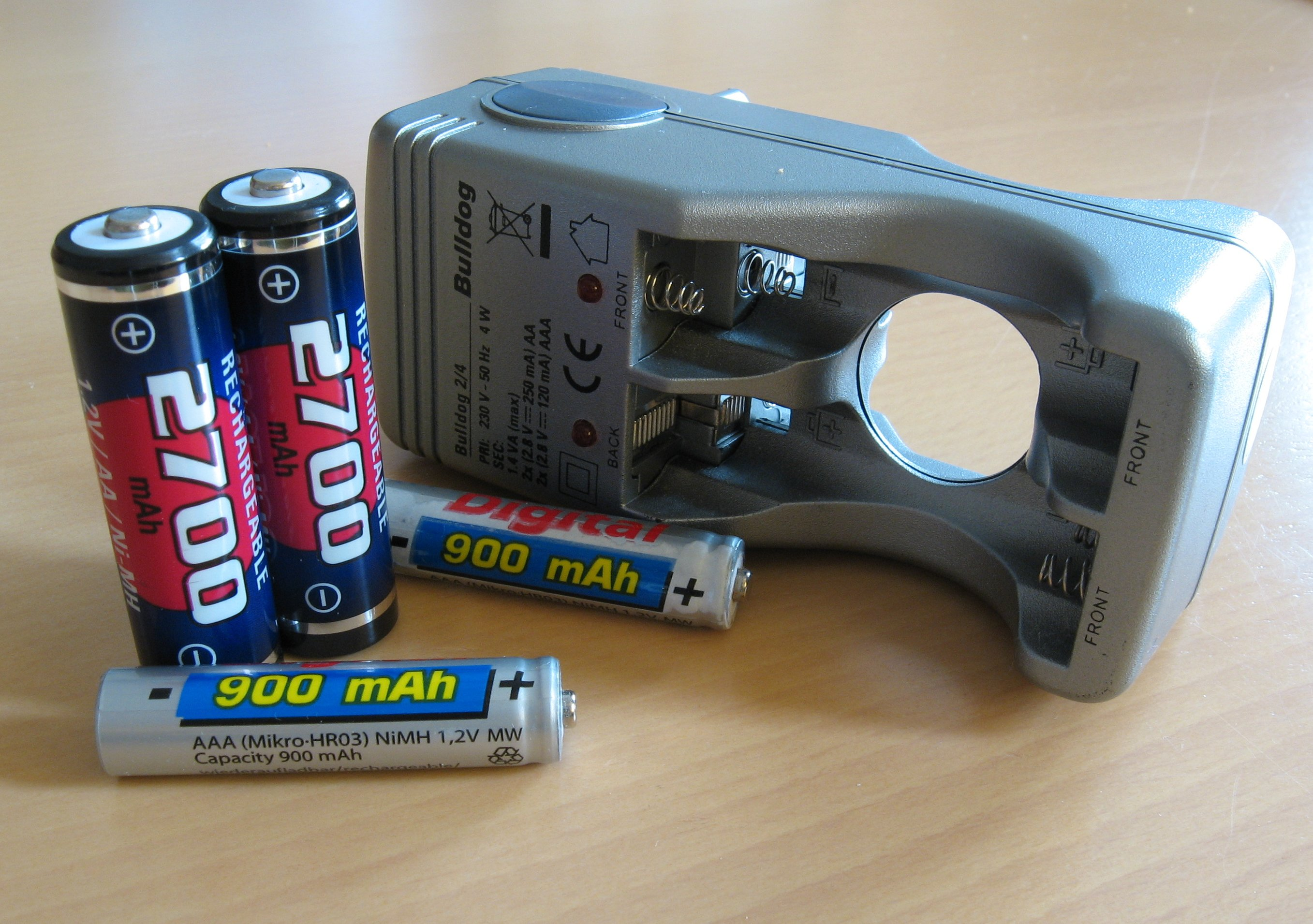
Cargador y pilas de níquel e hidruro metálico.

Una pila (una celda) o batería (varias celdas) de níquel-metalhidruro o de níquel-hidruro metálico (Ni-MH) es un tipo de pila o batería recargable que utiliza un ánodo de oxihidróxido de níquel (NiOOH), como en la batería de níquel cadmio, pero cuyo cátodo es de una aleación de hidruro metálico. Esto permite eliminar el cadmio, que es muy caro y, además, representa un perjuicio para el medio ambiente. Asimismo, posee una mayor capacidad de carga (entre dos y tres veces más que la de una pila de NiCd del mismo tamaño y peso) y un menor efecto memoria. 
Cada pila de Ni-MH puede proporcionar un voltaje de 1,2 voltios y una capacidad entre 0,8 y 2,9 amperio-hora. Su densidad de energía llega hasta los 100 Wh/kg, y los ciclos de carga de estas pilas oscilan entre las 500 y 2000 cargas. Este tipo de baterías se encuentran menos afectadas por el llamado efecto memoria, en el que en cada recarga se limita el voltaje o la capacidad (a causa de un tiempo largo, una alta temperatura, o una corriente elevada), imposibilitando el uso de toda su energía.
Por el contrario, presentan una mayor tasa de autodescarga que las de NiCd (un 30% mensual frente a un 20%), lo cual relega a estas últimas a usos caracterizados por largos períodos entre consumos (como los mandos a distancia, las luces de emergencia, etc.), mientras que son desplazadas por las de NiMH para consumos continuos. 
No obstante, en 2005 se desarrolló una variante de baja autodescarga (low self-discharge, LSD) para estas pilas. Las baterías LSD-NiMH presentan una tasa de autodescarga mucho menor, lo que permite almacenarlas durante largos períodos de tiempo sin dañar la batería por desuso y pudiendo utilizarse de forma inmediata cuando sea requerido.

## Historia

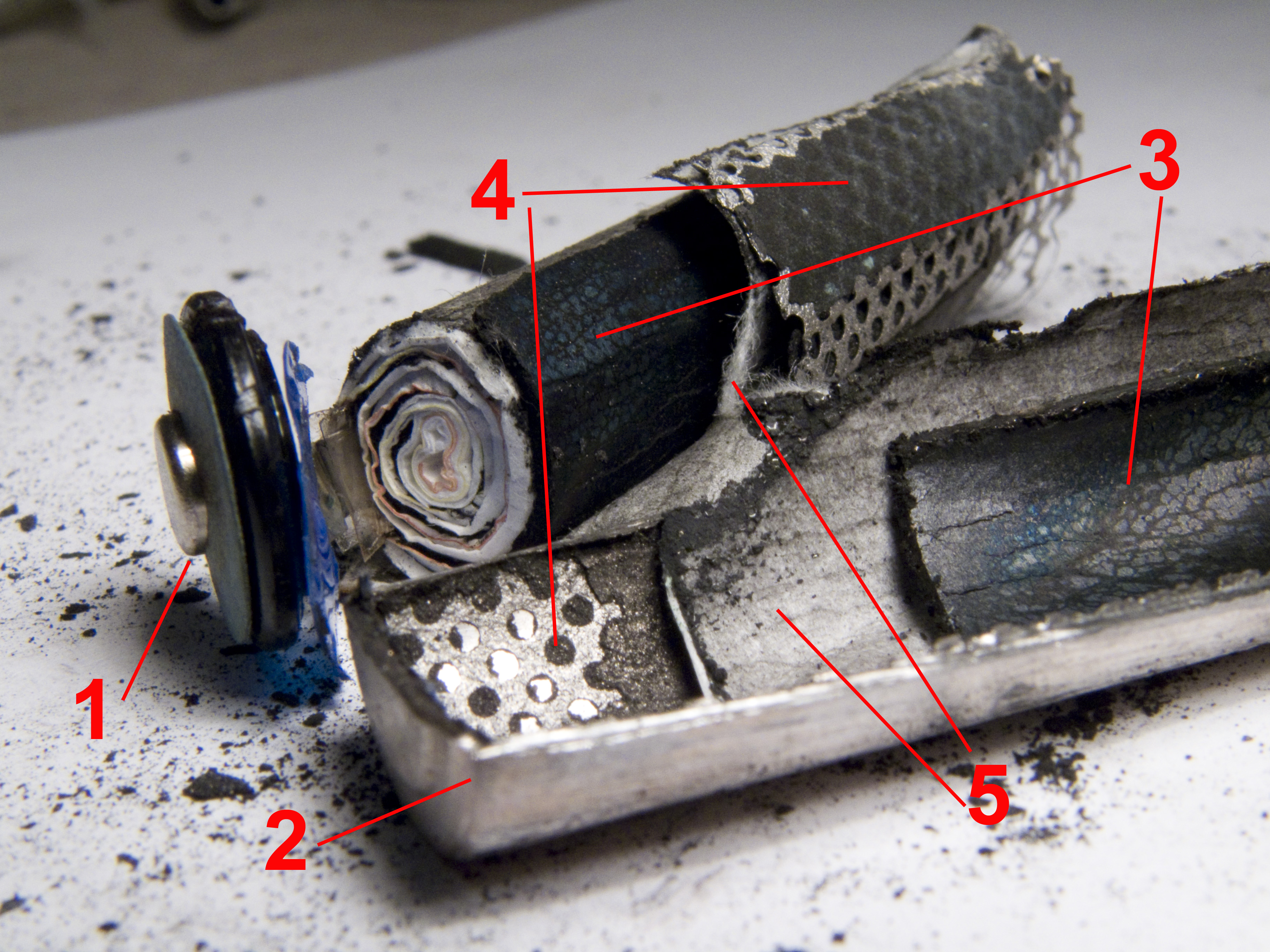
Interior de una batería NiMH de tipo AA:
1. Terminal positivo
2. Recubrimiento exterior metálico (terminal negativo)
3. Electrodo positivo
4. Electrodo negativo, con colector de corriente (parrilla metálica, conectado al recubrimiento metálico)
5. Separador (entre electrodos)

La primera pila de NiMH destinada al mercado de consumo para pequeñas aplicaciones aparece en el mercado en 1989 como una variación de la pila de níquel e hidrógeno de los años 70. El desarrollo del electrodo positivo corrió a cargo del Dr. Masahiko Oshitani de la empresa GS Yuasa, que fue el primero en desarrollar la tecnología de electrodos de pasta de alta energía. La asociación de este electrodo con las aleaciones híbridas de alta energía para el electrodo negativo, descubierto por Philips Laboratories y el Centre National de la Recherche Scientifique de Francia en los años 70, permitieron crear la batería de NiMH.

### Baterías NiMH de baja autodescarga (LSD NiMH)
Una variante híbrida de la batería de níquel-metalhidruro con baja autodescarga (LSD NiMH) fue introducida en el mercado en 2005. Este modelo presenta una tasa de autodescarga significativamente menor que la versión NiMH convencional, de manera que se mantiene cargada cuando no está en uso. Esto se logra mediante la mejora en el separador de electrodos y un electrodo positivo optimizado, lo que permite que la batería retenga el 70%-85% de su capacidad, de acuerdo a los fabricantes de este tipo de pilas, durante un año a 20 °C (68,0 °F), comparado con 50% de las baterías NiMH convencionales. Por lo demás, su diseño es muy parecido a otras baterías de NiMH, lo que permite que pueda ser cargada con el mismo tipo de cargador. Estas baterías se denominan "híbridas", "listas-para-el-uso" o "pre-cargadas". La retención de la carga depende en gran medida de la impedancia (resistencia interna) de la batería (cuanto menor sea, mejor), del tamaño de la batería y también de su capacidad de carga.
Unos separadores mantienen aislados los dos electrodos para disminuir la autodescarga, a la vez que permiten el paso de los portadores de carga durante el uso de la batería, necesarios para cerrar el circuito y permitir el paso de corriente eléctrica. La calidad de estos separadores es muy importante para el rendimiento de la batería.
Cuanto mayor sea el grosor del separador, menor es la autodescarga de la batería, pero esta solución requiere mayor espacio y reduce la capacidad. Por el contrario, un separador fino hace aumentar la tasa de descarga. Algunos fabricantes de baterías han resuelto este problema utilizando separadores finos pero con técnicas de manufactura más precisa, o usando separadores avanzados basados en poliolefinas.
Si la batería tiene una baja resistencia interna pierde menos energía en el calentamiento que se produce durante su descarga y recarga aceleradas. Una de las ventajas de las baterías LSD NiMH es que presentan resistencias internas significativamente menores que otras baterías NiMH.
Las baterías LSD NiMH presentan normalmente una menor capacidad que otras baterías NiMH debido al mayor volumen del separador. La mayor capacidad para este tipo de pilas está entre 2000–2600 mA·h (pilas de tamaño AA), y 1000 mA·h (pilas de tamaño AAA), comparado con los 2800 mA·h y 1300 mA·h que alcanzan las baterías NiMH de mayor capacidad (para tamaño AA y AAA, respectivamente).
Las baterías de tipo LSD NiMH fueron introducidas en noviembre de 2005 por Sanyo, que las comercializó bajo la marca "eneloop". Existen actualmente muchos fabricantes de baterías LSD NiMH. La mayoría fabrica únicamente pilas de tamaño AA y AAA, por lo que la mayoría de baterías LSD NiMH se producen en estos tamaños. Existen, no obstante, pilas de mayor tamaño(tipo C y D), aunque algunas de ellas son en realidad agrupaciones de pilas AA en carcasas de tipo C/D. 
Varta (en Estados Unidos, llamada Rayovac) y Ansmann incrementaron recientemente la capacidad de sus pilas LSD NiMH hasta los 2600 mA·h. Sanyo introdujo también una nueva versión de sus Eneloop (denominadas en algunos países Eneloop Pro), con mayor capacidad.

## Aplicaciones

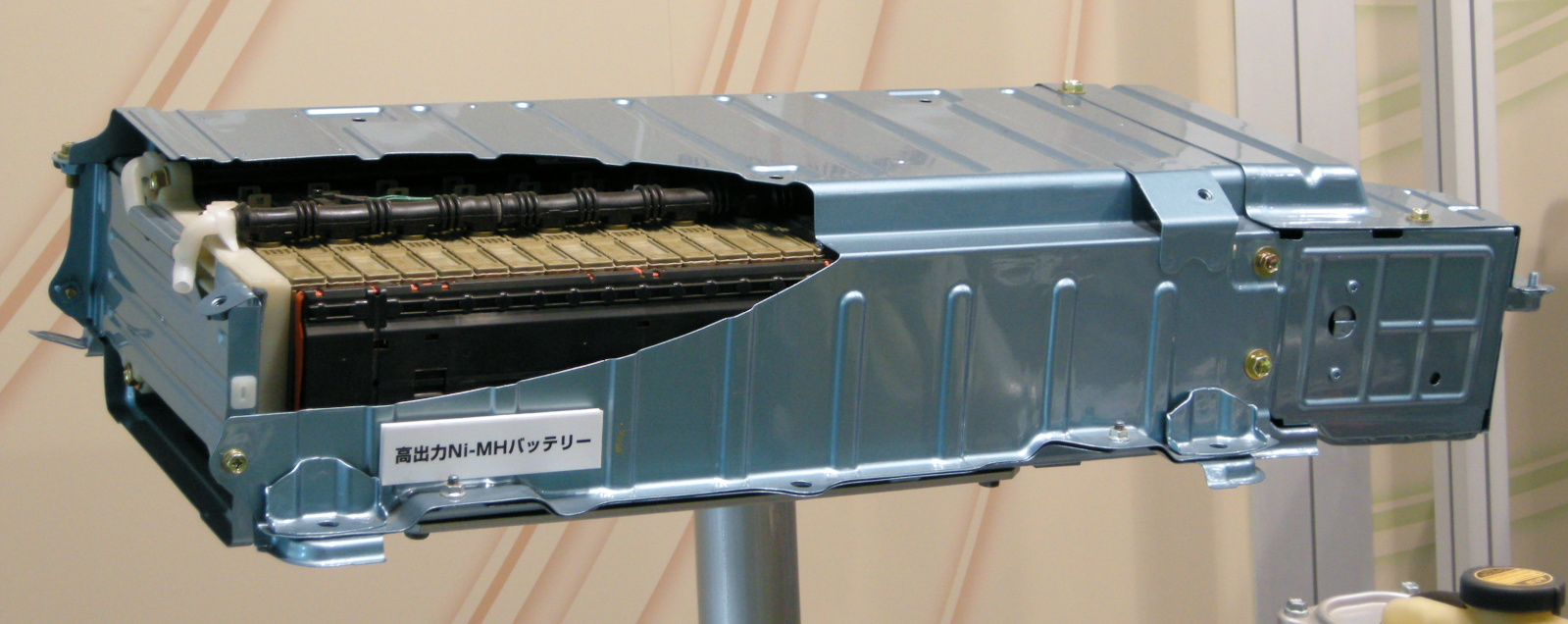
Batería Ni-MH de gran capacidad del Toyota Prius, Japón.

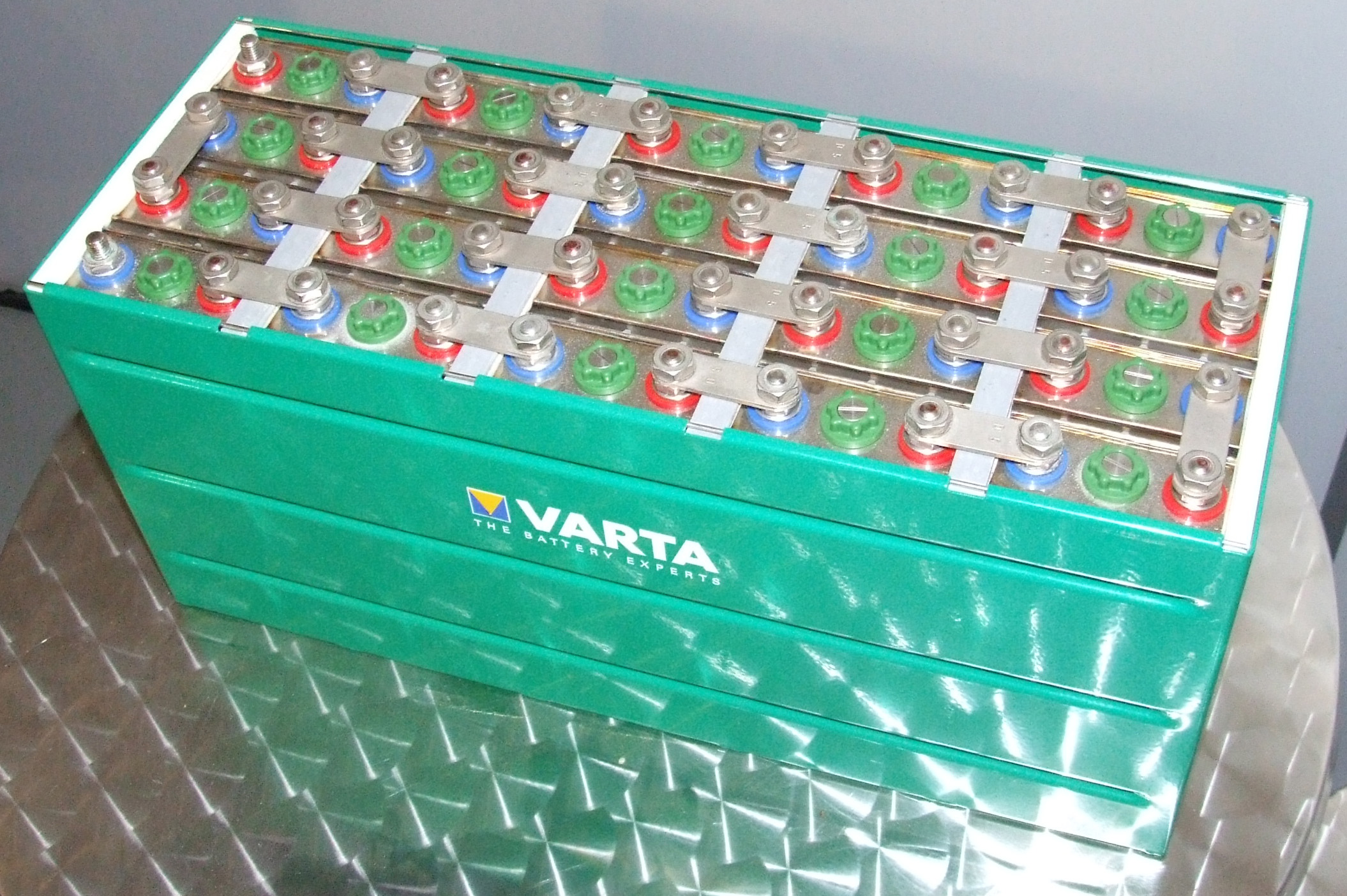
Batería Ni-MH fabricada por Varta, Museum Autovision, Altlußheim, Alemania.

Las aplicaciones de las baterías NiMH para vehículos incluyen vehículos de propulsión totalmente eléctrica como el General Motors EV1, Honda EV Plus, Ford Ranger EV y el scooter Vectrix. Vehículos híbridos como el Toyota Prius, Honda Insight o las versiones híbridas de los Ford Escape, Chevrolet Malibu y Honda Civic Hybrid también las utilizan. El transporte público de la ciudad de Niza (Francia) cuenta con el tranvía de piso bajo Alstom Citadis.
Varios modelos de robot la utilizan, entre ellos el célebre prototipo humanoide ASIMO diseñado por Honda.
La tecnología NiMH se utiliza ampliamente en baterías recargables para electrónica de consumo, donde resultan muy útiles porque sus electrodos se pueden soldar sin problemas. Necesitan cargadores específicos para NiMH ya que los de NiCd no sirven (aunque sí suelen servir a la inversa, de NiMH para NiCd). Actualmente, son habituales los modelos capaces de cargar ambos tipos de pilas.

## Cómo debe decirse
El término correcto para las pilas de Ni-MH es níquel e hidruro metálico (también níquel-metalhidruro), y para evitar malas interpretaciones debe respetarse esa forma.
Las siguientes formas (en su mayoría derivadas del inglés nickel-metal hydride) son incorrectas y deben evitarse: níquel metal hídrido, hidrato de níquel metálico, hídrido metálico de níquel, hidruro de metal de níquel, hidruro de níquel metal, hidruros metálicos y níquel, metalhidruro de níquel, níquel de hidrometal, níquel-hidruro metálico, níquel metal hídruro, níquel-metal hydrido, níquel-metal hidrado... y muchas otras variantes.